# سفيند بولسين
سفيند بولسين (بالدنماركية: Svend Poulsen Gønge)‏ هو عسكري دنماركي، (و. 1610 – 1679 م).